# Talanga tolumnialis
Talanga tolumnialis là một loài bướm đêm trong họ Crambidae.